# Kaliumhexachloroplatinat(IV)
Kaliumhexachloroplatinat(IV) ist eine chemische Verbindung aus der Gruppe der Hexachloridoplatinate.

## Geschichte
Als Kaliumsalz der Chloroplatinsäure wurde die Verbindung erstmals im Jahr 1881 vom deutschen Chemiker Karl Seubert durch eine Fällung von Platin(IV)-chlorid mit Kaliumchlorid erhalten.

## Gewinnung und Darstellung
Kaliumhexachloroplatinat(IV) kann durch Reaktion einer schwach salzsauren Hexachloroplatin(IV)-säure-Lösung oder Platin(IV)-chlorid mit Kaliumchlorid gewonnen werden.
{\displaystyle \mathrm {H_{2}[PtCl_{6}]+2\ KCl\longrightarrow K_{2}[PtCl_{6}]\downarrow +2\ HCl} }
{\displaystyle \mathrm {PtCl_{4}+2\ KCl\longrightarrow K_{2}[PtCl_{6}]} }

## Eigenschaften
Kaliumhexachloroplatinat(IV) ist ein gelber geruchloser Feststoff, der wenig löslich in kaltem Wasser ist. Er liegt in Form von leuchtend gelben Oktaedern vor. Eine Verfärbung nach ockergelb und rötlichgelb deutet auf die Anwesenheit von Iridium, Ruthenium und Palladium hin. Schon geringe Verunreinigungen von Rhodium rufen einen grüngelben bis grünen Farbstich hervor. Die Verbindung besitzt eine kubische Kristallstruktur mit der Raumgruppe Fm3m (Raumgruppen-Nr. 225).
Es zersetzt sich bei Erhitzung, reagiert mit Kaliumhydroxid zu Platinhydroxidkomplexen und wird durch Kupfer(I)-chlorid zu Kaliumtetrachloroplatinat(II) reduziert.
{\displaystyle \mathrm {K_{2}[PtCl_{6}]\longrightarrow Pt+2\ KCl+2\ Cl_{2}} }
{\displaystyle \mathrm {K_{2}[PtCl_{6}]+6\ KOH\longrightarrow K_{2}[Pt(OH)_{6}]+6\ KCl} }
{\displaystyle \mathrm {K_{2}[PtCl_{6}]+2\ CuCl\longrightarrow K_{2}[PtCl_{4}]+2\ CuCl_{2}} }

## Verwendung
Kaliumhexachloroplatinat(IV) wird zur Herstellung von anderen chemischen Verbindungen (wie dem Arzneistoff Ormaplatin) und in der Analogfotografie verwendet.
Die Verbindung lässt sich (mit gewissen Einschränkungen) zum Nachweis von Kalium verwenden.
Außerdem wird die Verbindung als Standard für die Platin-Cobalt-Farbzahl herangezogen.